# Santa Rosa do Sul
Santa Rosa do Sul is een gemeente in de Braziliaanse deelstaat Santa Catarina. De gemeente telt 8.241 inwoners (schatting 2009).

## Aangrenzende gemeenten
De gemeente grenst aan Balneário Gaivota, Jacinto Machado, São João do Sul en Sombrio.

## Verkeer en vervoer
De plaats ligt aan de noord-zuidlopende weg BR-101 tussen Touros en São José do Norte.